# Fritz Wentzell
Fritz Wentzell (* 29. April 1899 in Kassel; † 1. April 1948 in Bad Nauheim) war ein deutscher Offizier, zuletzt Generalleutnant im Zweiten Weltkrieg. Wentzell diente als Offizier im Ersten Weltkrieg. In der Wehrmacht führte er im Zweiten Weltkrieg unter anderem als Chef des Generalstabes in der 10. Armee.
Er heiratete am 25. April 1931 in Falkenberg, Elisabeth Theodora Irmgard (* 20. Juni 1909; † 2. Februar 2003).

## Auszeichnungen
- Eisernes Kreuz (1914) II. und I. Klasse
- Spange zum Eisernen Kreuz II. und I. Klasse
- Deutsches Kreuz in Gold am 29. Januar 1943
- Ritterkreuz des Eisernen Kreuzes am 23. Oktober 1944[3][4]